# El Tambo (kommun i Colombia, Cauca, lat 2,50, long -77,00)
El Tambo är en kommun i Colombia.   Den ligger i departementet Cauca, i den västra delen av landet, 400 km sydväst om huvudstaden Bogotá. Antalet invånare är 45 804.